# Traquet du Karoo
Emarginata schlegelii
Espèce
Statut de conservation UICN

 LC  : Préoccupation mineure
Synonymes
- Cercomela schlegelii (protonyme)

Le Traquet du Karoo (Emarginata schlegelii) est une espèce de petits passereaux vivant dans les zones arides dans l'ouest de l'Afrique australe.

## Description
Cet oiseau mesure entre 16 et 18 cm de long et pèse environ 32 grammes. Allure svelte, assez typique de passereau insectivore ressemblant à une fauvette. Petit bec moyennement allongé, longues pattes adaptées aux terrains dégagés. Il existe deux morphes:
- morphe sombre: dos, ailes et tête gris sombre, joues roux clair. Rémiges primaires et queue noires. Gorge, poitrine et ventre blanc gris. Bec, iris et pattes noirs.
- morphe pâle: dos, ailes et tête brun-gris clair. Poitrine, ventre et gorge blanche. Queue et rémiges primaires gris sombre.

## Répartition et habitat
Il vit dans les broussailles, les hautes herbes et les zones rocheuses dans les déserts et les zones arides. Son aire de répartition comprend l'extrême sud-ouest de l'Angola, l'ouest et le sud de la Namibie et le centre et l'ouest de l'Afrique du Sud.

## Comportement
C'est un oiseau très actif, diurne. Il se nourrit de diverses insectes : papillons, mouches, guêpes, abeilles, fourmis, etc. La femelle pond entre 2 et 4 œufs verdâtres dans un nid en forme de coupe composé de matière végétales diverses et posé au sol, généralement sous un buisson.

## Statut
Espèce commune sur sa large aire de répartition: 1 100 000 km2.

## Systématique
Dans la classification classique, il appartenait à la famille des turdidés, et selon la classification phylogénique de Sibley, il appartenait aux muscicapidés.
Suivant les travaux de Outlaw et al. (2010), cette espèce est déplacée du genre Cercomela au genre Emarginata, dans la classification de référence (version 2.10, 2011) du Congrès ornithologique international.

### Sous-espèces
D'après Alan P. Peterson, il existe 4 sous-espèces :
- Emarginata schlegelii benguellensis  (W.L. Sclater, 1928)
- Emarginata schlegelii namaquensis  (W.L. Sclater, 1928)
- Emarginata schlegelii pollux  (Hartlaub, 1866)
- Emarginata schlegelii schlegelii  (Wahlberg, 1855)